# Beddomeia protuberata
Beddomeia protuberata é uma espécie de gastrópode  da família Hydrobiidae.
É endémica da Austrália.